# Троица-Нарядово
Троица-Нарядово — село в Ростовском районе Ярославской области, входит в состав сельского поселения Петровское.

## География
Расположено в 25 км на запад от посёлка Петровское и в 46 км на юго-запад от Ростова.

## История
В селе было две каменных одноглавых церквей с колокольнями: одна - во имя Живоначальной Троицы, построена в 1761 году на средства прихожан, другая -—теплая с престолом в честь Святого Духа построена в 1872 году на средства бывшего помещика статского советника Дмитрия Павловича Шипова. Село являлось имением генерала Алексея Алексеевича Горяинова и его потомства при бумагопрядильной фабрике. В октябре 1882 года сильный пожар на бумаго-прядильной фабрике, принадлежащей уже московскому купцу Богомолову, уничтожил машины и главный корпус.
В конце XIX — начале XX село входило в состав Новоселко-Пеньковской волости Ростовского уезда Ярославской губернии. В 1885 году в селе было 14 дворов.
С 1929 года село входило в состав Новосельского сельсовета Ростовского района, в 1935 — 1959 годах — в составе Петровского района, с 1954 года — в составе Фатьяновского сельсовета (сельского округа), с 2005 года — в составе сельского поселения Петровское.

## Население
| 1859 | 2007 | 2010 |
| ---- | ---- | ---- |
| 293  | ↘3   | ↘2   |

## Достопримечательности
В селе расположена недействующая Церковь Сошествия Святого Духа (1872).